# 成都猎人
成都猎人是一支以中国成都为基地的《守望先锋》电子竞技队伍，是「守望先锋联赛」太平洋赛区的参赛队伍。成都猎人队是目前唯二在守望先锋联赛中使用“全华班”（所有队员均来自于中国大陆和台湾）的战队（另一支“全华班”战队为洛杉矶英勇队）。
成都猎人队成立于2018年，于2019年开始作为八支拓展队之一参赛，是中国四支专业守望队之一。该团队由中国直播平台虎牙直播拥有。成都猎人队有一个守望先锋挑战者联赛的学院队，名为Team Chaser，隶属于临安电子竞技俱乐部。

## 品牌形象
2018年11月12日，成都猎人品牌正式亮相。战队名称被解释为“代表战队致力于追求联赛荣誉的象征”，标志是一只黑色和金色的大熊猫，“它是中国的国宝，成都的象征，和平和好运的象征”。同时，熊猫还拥有强大的战斗力，代表着中华民族坚忍不拔的精神，与团队的名字一起，代表着团队取得胜利的决心，“颜色代表着朝气和稳重，包含了虎牙和RNG的主色，意在代表团队背后的这两家公司”。

## 战队历史

### 2018年
2018年8月3日，「暴雪娱乐」宣布「虎牙直播」获得「守望先锋联赛」成都席位及其特许经营权。2018年11月12日，虎牙发布成都「守望先锋联赛」战队品牌「成都猎人（Chengdu Hunters）」，并宣布该支队伍将由「虎牙直播」与「RNG」共同运营。

### 2019年
2019年7月25日，Leave（黄馨）加入成都猎人队。11月17日，RUI（王星睿）教练因身体原因离开队伍。

### 2020年
2020年1月15日，原助教Ray（张家华）、原LGE主教练Dokkaebi（吴秀卿）将共同担任成都猎人队“联合主教练”一职。 原成都猎人队辅助位选手Garry（管力）正式转型担任成都猎人队“助教”一职。原LGE、HK.A守望先锋队员Ating（陈少华）转会至成都猎人队，担任重装位置。 原LGE守望先锋队员Molly（何诚智）、Lengsa（陈靖逸）转会至成都猎人队，担任辅助位置。7月28日，联合主教练 Dokkaebi（吴秀卿）离队，新增联合主教练 Chen。9月19日，原主教练 RUI 归队，担任主教练。联合主教练RAY离队，联合主教练Chen离队，助教GARRY卸任。并正式结束与 RNG 电子竞技俱乐部的合作关系。10月16日，选手ATING （陈少华）、BACONJACK（罗子桓）从队伍正式退役。11月23日，NISHA（谭力）加入成都猎人队。11月25日，辅助选手Molly离队。11月27日，重装位选手GA9A（仇佳鑫）加入成都猎人队。

### 2021年
2021年3月25日，辅助位选手 MMONK（周翔）加入成都猎人队。6月17日，Kaneki（刘念）离开成都猎人队，输出位选手TAROCOOK1E（钟云龙）入队。7月1日，重装选手Elsa（罗文杰）退役。

### 2023年
2023年6月21日，守望先锋联赛宣布成都猎人队将永久退出联赛。

## 成员

### 离队

#### 选手
| No. | 昵称         | 姓名   | 出身           | 角色 | 备注 |
| --- | ------------ | ------ | -------------- | ---- | --- |
| 3   | Elsa         | 罗文杰 | 中华人民共和国 | 重装 | - 成都猎人队创始队员之一，于2021年7月1日宣布离开成都猎人队并退役。                                                                    |
| 99  | Kaneki       | 刘念   | 中华人民共和国 | 输出 | - 2020年11月20日，成为成都猎人队队员。 - 2021年6月17日，宣布离开成都猎人队，转入其学员队Team Chaser。                                 |
| 66  | Molly        | 何诚智 | 中华人民共和国 | 辅助 | - 2020年1月15日，从LGE守望先锋分部转入成都猎人队。 - 2020年11月25日，宣布离开成都猎人队，转入上海龙之队。                             |
| 28  | Lengsa       | 陈靖逸 | 中华人民共和国 | 辅助 | - 2020年1月15日，从LGE守望先锋分部转入成都猎人队。 - 2020年11月25日，宣布离开成都猎人队，转入其学员队Team Chaser。                    |
| 8   | Kyo          | 孔春亭 | 中华人民共和国 | 辅助 | - 2018年11月29日，从守望先锋GL、IG.fire、CC战队转入成都猎人队。 - 2020年11月25日，宣布离开成都猎人队，转入其学员队Team Chaser。       |
| 74  | Baconjack    | 罗子恒 | 中華民國       | 输出 | - 2018年12月1日，从FW转入成都猎人队。 - 2020年10月15日，宣布离开成都猎人队。2020年10月16日发表退役声明。                              |
| 53  | Ating        | 陈少华 | 中華民國       | 重装 | - 2020年1月15日，从LGE、HK.A守望先锋战队转入，担任重装位置。 - 2020年10月16日，从成都猎人队退役。                                     |
| 77  | Garry        | 管力   | 中华人民共和国 | 辅助 | - 2018年11月29日，成为成都猎人队队员。 - 2020年1月14日，从成都猎人队退役。                                                            |
| 88  | Yangxiaolong | 章智浩 | 中华人民共和国 | 输出 | - 2018年11月30日，成为成都猎人队队员。 - 2019年12月27日，从成都猎人队退役。 - 2020年10月24日，成为成都猎人队学院队Team Chaser总教练。 |
| 99  | Jiqiren      | 韦炎宋 | 中华人民共和国 | 重装 | - 2019年1月16日，成为成都猎人队队员。 - 2019年12月27日，从成都猎人队退役。 - 现在为守望先锋全职主播。                                 |

#### 主教练
| 成都猎人队已离队主教练 | 成都猎人队已离队主教练 | 成都猎人队已离队主教练 | 成都猎人队已离队主教练 | 成都猎人队已离队主教练 | 成都猎人队已离队主教练 |
| 称呼                   | 名字                   | 上任                   | 离任                   | 任期                   | Ref.                   |
| ---------------------- | ---------------------- | ---------------------- | ---------------------- | ---------------------- | ---------------------- |
| Rui                    | 王星睿                 | 2018年11月27日         | 2019年11月18日         | 356天                  | [ 22 ] [ 23 ]          |
| Dokkaebi               | 吴秀卿                 | 2020年1月15日          | 2020年7月28日          | 195天                  | [ 24 ] [ 25 ]          |
| Ray                    | 张家华                 | 2020年1月15日          | 2020年9月19日          | 248天                  | [ 24 ] [ 26 ]          |
| Chen                   | 慕容忱                 | 2020年7月28日          | 2020年9月19日          | 53天                   | [ 27 ] [ 28 ]          |

## 所获荣誉

### 各赛事最终成绩
| 成都猎人队各赛事最终成绩 | 成都猎人队各赛事最终成绩 | 成都猎人队各赛事最终成绩 | 成都猎人队各赛事最终成绩              | 成都猎人队各赛事最终成绩 | 成都猎人队各赛事最终成绩 |
| 日期                     | 名次                     | 级别                     | 比赛名称                              | 最终结果                 | 奖金                     |
| ------------------------ | ------------------------ | ------------------------ | ------------------------------------- | ------------------------ | ------------------------ |
| 2020-12-06               | 第3-4名                  | 地区联赛                 | 电竞上海大师赛-《守望先锋》大师邀请赛 | 2:3负杭州闪电            | 0美元                    |
| 2020-09-05               | 第5-6名                  | 顶级联赛                 | 2020年守望先锋联赛 - 太平洋赛区季后赛 | 2:3负纽约九霄天擎        | 0美元                    |
| 2020-08-23               | 第14名                   | 顶级联赛                 | 2020年守望先锋联赛 - 常规赛           | 胜8/平0/负14             | 0美元                    |
| 2020-08-09               | 第3-4名                  | 正式联赛                 | 2020年守望先锋联赛 - 倒计时杯         | 1:3负杭州闪电            | 15,000美元               |
| 2020-07-04               | 第5-7名                  | 正式联赛                 | 2020年守望先锋联赛 - 夏季挑战赛       | 0:3负广州冲锋            | 0美元                    |
| 2020-05-23               | 第5-7名                  | 正式联赛                 | 2020年守望先锋联赛 - 五月挑战赛       | 2:3负纽约九霄天擎        | 0美元                    |
| 2019-12-01               | 第2名                    | 地区联赛                 | 电竞上海大师赛-《守望先锋》大师邀请赛 | 0:4负上海龙之队          | 0美元                    |
| 2019-08-30               | 第11-12名                | 顶级联赛                 | 2019年守望先锋联赛 - 季后赛           | 1:4负广州冲锋            | 0美元                    |
| 2019-08-25               | 第12名                   | 顶级联赛                 | 2019年守望先锋联赛 - 常规赛           | 胜13/负15                | 0美元                    |

### 选手个人荣誉

#### 全明星

##### 2019
- Yveltal
- Ameng
- JinMu

##### 2020
- Ameng

## 联赛表现

### 2019年守望先锋联赛赛季
2019年守望先锋联赛赛季是成都猎人队加入守望先锋联赛后的第一个赛季，成都猎人队共进行了28场比赛，获得13胜15负的成绩，位列联盟第12名，进入了季后赛。在季后赛第一场中负于广州冲锋队而遭到淘汰。

#### 首发阵容
在11月底，成都猎人队公布了其首发阵容，名单如下：
- Kyo（孔春亭）
- Yveltal（李先曜）
- Garry（管力）
- Elsa（罗文杰）
- Ameng（丁蒙涵）
- LateYoung（马添彬）
- JinMu（易虎）
- Baconjack（罗子恒），以及
- Yangxiaolong（章智浩）

与此同时，成都猎人还签下了前洛杉矶角斗士队的输出位选手Ted "silkthread" Wang。但11月30日，silkthread宣布从守望先锋联赛退役。此外，成都猎人还签下了重装位选手Jiqiren（韦炎宋）。

#### 常规赛

##### 第一阶段
成都猎人队于2月15日开始加入守望先锋联赛后的第一场比赛，对阵广州冲锋并获得胜利 。随后在第二赛周负于首尔王朝队，胜于佛罗里达狂欢队。与联盟中广泛采用的“303”阵容（即3重装3辅助，不使用输出位）相反，成都往往让输出位上场以替代其中一个重装位。在击败了亚特兰大君临队之后，成都猎人连负三场，最终以第3-4名成绩结束了第一阶段的比赛。

##### 第二阶段
4月6日，成都猎人队对阵巴黎永生队，成都猎人队继续采取了逆版本阵容，并以4-0获得了胜利。在随后对阵华盛顿正义队的比赛中，成都猎人队使用了高达27名英雄，而守望先锋当时可用的英雄数量是30个。最终，成都猎人以2-3负于洛杉矶英勇队，结束了其在第二阶段的赛程。

##### 第三阶段
6月6日，猎人队以1比3负于广州队，拉开了第三阶段的序幕。两天后，猎人队被洛杉矶英勇队以0比4横扫。成都队在一周后迎战达拉斯队，希望从之前的两次失利中反弹。达拉斯队以3比1取得了决定性的胜利。猎人队的下一场比赛是在6月21日，面对强势的温哥华泰坦队。虽然成都队能够拿下比赛的第一张地图，但是他们丢掉了接下来的三张地图，导致了1比3的失利。猎人队在两天后强劲归来，他们在前一周的复赛中以4比0横扫达拉斯燃料队。在比赛的最后一周，成都队对阵旧金山震动队。比赛被拖入了第五个决胜局，猎人们以3比2的比分获胜。然而，三天后他们以0比3落后于首尔王朝队，并以另一个3比4的记录结束了第三阶段的赛程 。

##### 第四阶段
第四阶段开赛前，守望先锋更改了规则，所有对战将强制采用“2-2-2”阵容（2重装，2输出，2辅助）。成都猎人队宣布签下了输出选手“Leave"（黄馨），但由于他彼时尚未达到联赛最低要求年龄，在2020赛季前都不会在联赛中上场。
7月26日，成都猎人队对阵费城融合队，将比赛拖入双方赛点，并以3-2获得胜利。两天后，成都猎人队对阵波士顿崛起队，双方再次进入加时赛，成都猎人再次以3-2获得胜利。值得一提的是，本次比赛的MVP授予了成都队的Yveltal，而他使用的角色并非是MVP通常使用的输出位和重装位角色，而是天使。成都队随后以2-3负于洛杉矶角斗士队.。猎人队随后对阵大西洋赛区冠军纽约九霄天擎队，成都猎人队的JinMu发挥极其出色，给对位的Nenne带来了极大的压力，最后以4-0横扫了纽约队，这也是纽约队在这个赛季首次被零封。成都队最后以3-2赢下休斯顿神枪手队，以13胜15负完成了整个联赛的常规赛阶段。

#### 季后赛
成都猎人队在季后赛第一场中以1-3负于广州冲锋队，结束了其在2019年守望先锋联赛的全部赛程。

#### 战绩

##### 联盟排名
| 2019 年守望先锋联赛排名 | 2019 年守望先锋联赛排名 | 2019 年守望先锋联赛排名 | 2019 年守望先锋联赛排名 | 2019 年守望先锋联赛排名 | 2019 年守望先锋联赛排名 | 2019 年守望先锋联赛排名 | 2019 年守望先锋联赛排名 | 2019 年守望先锋联赛排名 | 2019 年守望先锋联赛排名 | 2019 年守望先锋联赛排名 |
| #                       | 战队名称                | 赛区                    | 胜                      | 负                      | W%                      | 总                      | MR                      | MD                      | STK                     |                         |
| ----------------------- | ----------------------- | ----------------------- | ----------------------- | ----------------------- | ----------------------- | ----------------------- | ----------------------- | ----------------------- | ----------------------- | ----------------------- |
| 赛区冠军                |                         |                         |                         |                         |                         |                         |                         |                         |                         |                         |
| 1                       | 温哥华泰坦              | PAC                     | 25                      | 3                       | .893                    | 28                      | 89–28–0                 | +61                     | W1                      |                         |
| 2                       | 纽约九霄天擎            | ATL                     | 22                      | 6                       | .786                    | 28                      | 78–38–3                 | +40                     | L1                      |                         |
| 通配战队                |                         |                         |                         |                         |                         |                         |                         |                         |                         |                         |
| 3                       | 旧金山震动              | PAC                     | 23                      | 5                       | .821                    | 28                      | 92–26–0                 | +66                     | W8                      |                         |
| 4                       | 杭州闪电                | PAC                     | 18                      | 10                      | .643                    | 28                      | 64–52–4                 | +12                     | W3                      |                         |
| 5                       | 洛杉矶角斗士            | PAC                     | 17                      | 11                      | .607                    | 28                      | 67–48–3                 | +19                     | W1                      |                         |
| 6                       | 亚特兰大君临            | ATL                     | 16                      | 12                      | .571                    | 28                      | 69–50–1                 | +19                     | W9                      |                         |
| 季后赛                  |                         |                         |                         |                         |                         |                         |                         |                         |                         |                         |
| 7                       | 伦敦喷火战斗机          | ATL                     | 16                      | 12                      | .571                    | 28                      | 58–52–6                 | +6                      | L1                      |                         |
| 8                       | 首尔王朝                | PAC                     | 15                      | 13                      | .536                    | 28                      | 64–50–3                 | +14                     | L1                      |                         |
| 9                       | 广州冲锋                | PAC                     | 15                      | 13                      | .536                    | 28                      | 61–57–1                 | +4                      | W4                      |                         |
| 10                      | 费城融合                | ATL                     | 15                      | 13                      | .536                    | 28                      | 57–60–3                 | -3                      | W1                      |                         |
| 11                      | 上海龙                  | PAC                     | 13                      | 15                      | .464                    | 28                      | 51–61–3                 | -10                     | L5                      |                         |
| 12                      | 成都猎人                | PAC                     | 13                      | 15                      | .464                    | 28                      | 55–66–1                 | -11                     | W1                      |                         |
| 未进入季后赛            |                         |                         |                         |                         |                         |                         |                         |                         |                         |                         |
| 13                      | 洛杉矶英勇              | PAC                     | 12                      | 16                      | .429                    | 28                      | 56–61–4                 | -5                      | L2                      |                         |
| 14                      | 巴黎永生                | ATL                     | 11                      | 17                      | .393                    | 28                      | 46–67–3                 | -21                     | L1                      |                         |
| 15                      | 达拉斯燃料              | PAC                     | 10                      | 18                      | .357                    | 28                      | 43–70–3                 | -27                     | L12                     |                         |
| 16                      | 休斯顿神枪手            | ATL                     | 9                       | 19                      | .321                    | 28                      | 47–69–3                 | -22                     | L5                      |                         |
| 17                      | 多伦多捍卫者            | ATL                     | 8                       | 20                      | .286                    | 28                      | 39–72–4                 | -33                     | L4                      |                         |
| 17                      | 华盛顿正义              | ATL                     | 8                       | 20                      | .286                    | 28                      | 39–72–6                 | -33                     | W1                      |                         |
| 19                      | 波士顿崛起              | ATL                     | 8                       | 20                      | .286                    | 28                      | 41–78–2                 | -37                     | L8                      |                         |
| 20                      | 佛罗里达狂欢            | ATL                     | 6                       | 22                      | .214                    | 28                      | 36–75–5                 | -39                     | W2                      |                         |
| 备注 1. 2. 3.           |                         |                         |                         |                         |                         |                         |                         |                         |                         |                         |

### 2020年守望先锋联赛赛季

#### 排名
| 2020 年守望先锋联赛排名 | 2020 年守望先锋联赛排名 | 2020 年守望先锋联赛排名 | 2020 年守望先锋联赛排名 | 2020 年守望先锋联赛排名 | 2020 年守望先锋联赛排名 | 2020 年守望先锋联赛排名 | 2020 年守望先锋联赛排名 | 2020 年守望先锋联赛排名 | 2020 年守望先锋联赛排名 | 2020 年守望先锋联赛排名 |
| #                       | 战队名称                | 赛区                    | 胜                      | 负                      | W%                      | 总                      | MR                      | MD                      | STK                     |                         |
| ----------------------- | ----------------------- | ----------------------- | ----------------------- | ----------------------- | ----------------------- | ----------------------- | ----------------------- | ----------------------- | ----------------------- | ----------------------- |
| 进入季后赛              |                         |                         |                         |                         |                         |                         |                         |                         |                         |                         |
| 1                       | 上海龙之队              | PAC                     | 19                      | 2                       | .905                    | 21                      | 59–15–1                 | +44                     | W10                     |                         |
| 2                       | 广州冲锋                | PAC                     | 14                      | 7                       | .667                    | 21                      | 44–39–1                 | +5                      | W1                      |                         |
| 未进入季后赛            |                         |                         |                         |                         |                         |                         |                         |                         |                         |                         |
| 3                       | 纽约九霄天擎            | ATL                     | 13                      | 8                       | .619                    | 21                      | 50–30–2                 | +20                     | W1                      |                         |
| 4                       | 杭州闪电                | PAC                     | 10                      | 11                      | .476                    | 21                      | 36–40–2                 | -4                      | W2                      |                         |
| 5                       | 首尔王朝                | PAC                     | 9                       | 12                      | .429                    | 21                      | 33–40–2                 | -7                      | W1                      |                         |
| 6                       | 成都猎人                | PAC                     | 7                       | 14                      | .333                    | 21                      | 33–47–1                 | -14                     | W3                      |                         |
| 7                       | 伦敦喷火战斗机          | ATL                     | 6                       | 15                      | .286                    | 21                      | 27–51–0                 | -24                     | L8                      |                         |

### 2021年守望先锋联赛赛季

#### 常规赛

##### 五月锦标赛
成都猎人队在4月18日对阵重组后的洛杉矶英勇队，并以3：1的成绩击败了英勇队 。赛后评论普遍认为，成都猎人队面对实力相对而言较弱的洛杉矶英勇队采取了试验新人的战略，新加入队伍的GA9A、Nisha、Mmonk均出场参赛。一天以后，成都猎人队对阵在去年联赛中实力极其强劲的上海龙之队，出乎意料的是，成都队发挥极其出色，以3：0横扫了对手。雖然监测站：直布罗陀普遍被认为是上海龙之队的强势地图，但成都在这张地图上全面压制了对手。赛后评论认为，相对于去年成都对阵上海的表现，今年的成都队更加强势，不再依赖以往的乱战风格战胜对手，打法更像综合实力强劲的队伍。成都猎人在本赛季第一赛周以两次连胜稳居全联盟排名第一。
成都猎人队于4月24日对阵纽约九霄天擎队。成都队以令人畏惧的实力进行了联赛顶尖的团队配合，以3：0横扫了纽约队。纽约九霄天擎甚至未拿下任何一张地图的任何一个小分。4月25日，成都猎人队对阵同样未曾一败的费城融合队，在经历了精彩且胶着的对战之后，在国王大道地图中，费城融合队的Carpe打出了极其精彩的操作，以3：1的比分击败了成都猎人队。成都猎人队在第二赛周排列全联盟第三，东部赛区第二。
5月2日，成都猎人队在五月锦标赛季后资格赛中对阵首尔王朝队，成都猎人队采用了轮换战术，使用了Ameng、Farway1987、Yveltal和GA9A、Mmonk、Nisha的两套阵容，以3：1的成绩力克首尔王朝队，获得了五月锦标赛季后赛资格。5月7日，成都猎人队以东部赛区第一名的成绩对阵达拉斯燃料队，最后以1：3的成绩不敌燃料。5月8日，成都猎人队进入败者组，对阵佛罗里达狂欢队，最后仍以1：3败给狂欢队。成都猎人队在五月锦标赛季后赛中没有获得一场胜利，以全联盟第四名的成绩结束了第一阶段的比赛。

##### 六月争霸赛
成都猎人队在5月22日对阵上海龙之队，被其以0：3横扫。值得一提的是，在第三张地图“渣克镇”，双方战况异常胶着，打出了6：5的罕见比分。这也是成都猎人队在2021赛季首次被零封。成都猎人队在5月23日再次对阵费城融合队，本次比赛战况异常胶着，甚至因为网络波动而被系统自动暂停了相当长一段时间。成都队最终以包括一个平局在内的3：1战胜费城融合队。6月4日，成都猎人队在杭州未来科技城学术交流中心进行了2019新型冠状病毒疫情爆发以来的第一场线下赛，对阵首尔王朝队。成都猎人一度以0-2落后于首尔队，但将比分追至2-2并在最后一张占点地图上获得一个小分，但最终以2-3负于首尔队，这也是Kaneki的联赛首秀。成都猎人队在6月5日于杭州未来科技城学术交流中心败于杭州闪电队，无缘进入六月争霸赛季后赛。

##### 夏季挑战赛
选手Kaneki于6月17日宣布离开成都猎人队，加入旗下学院队Team Chaser，原Team Chaser输出位选手TAROCOOK1E (钟云龙)同日宣布加入成都猎人队。成都猎人队在6月26日再次对阵首尔王朝队，并最终以1-3负于首尔王朝队，这也是TAROCOOK1E的首秀。成都猎人队在随后以3-0赢下了与广州冲锋队的比赛后进入轮空期。
7月1日，重装选手Elsa（罗文杰）宣布退役。
时间来到7月9日，上海龙之队在上海静安体育中心举办了线下赛事，成都猎人在当天第二场比赛中一度0-2费城融合队，但随后的三张地图发挥神勇，历经五场鏖战，最终让二追三以3-2的比分赢下费城融合队，随后在7月10日的比赛中以3-0的成绩轻取洛杉矶英勇队。在7月11日锦标赛资格赛与首尔王朝队的比赛中，成都猎人在第一张地图上失利，随后追回了两张地图，比分来到2-1，第四张地图渣客镇被首尔王朝赢下，比分打平。来到第五张地图尼泊尔，首尔王朝先取得一小分，但成都猎人在随后的两张小图上发挥神勇，以2-1的小比分赢下了尼泊尔，最终比分3-2战胜首尔王朝队进入夏季挑战赛锦标赛。
夏季挑战赛锦标赛于7月16日开赛。成都猎人队当天第一场比赛对战西部赛区排名第一的达拉斯燃料队，以3-1的比分战胜达拉斯燃料队，进入胜者组。第二天，也就是7月17日，成都猎人队在胜者组对阵上海龙之队，前两张地图被上海龙赢下，随后连追两分，比分来到2-2平。最后一张图釜山被上海龙之队以2-0的小分取得胜利，最终比分2-3不敌上海龙之队进入败者组。并在败者组以3-0的成绩赢下达拉斯燃料队，挺进总决赛并再次迎战上海龙之队。
锦标赛总决赛于7月18日举行，成都猎人队在第一张地图伊利奥斯上取得先机，但随后不敌上海龙之队，以1-4的成绩遗憾获得夏季挑战赛亚军。首次成为全球第二的队伍，这也是全华班在守望先锋联赛中取得的最好成绩。

##### 倒计时杯
成都猎人队在倒计时杯第二周的比赛首次出赛，在8月7日的晚上迎战广州冲锋队，比赛最终在包含一个平局的情况下由成都猎人队以3-1的成绩赢得比赛。并在第二天与纽约九霄天擎队的比赛中再次以3-1赢得比赛。
由于2019新型冠状病毒疫情在中国境内的小范围爆发，广州冲锋队和杭州闪电队相继取消了举办线下赛事的打算，东部赛区倒计时杯常规赛最后两轮改为线上举行。成都猎人队在8月13日对阵到杭州闪电队，并最终以3-1的比分胜出。成都猎人队在第二天8月14日对阵到洛杉矶英勇队，这也是守望先锋联赛2021赛季常规赛的最后一场比赛，成都猎人以3-0的比分取得比赛的胜利，并以东部赛区第一的排名进入倒计时杯锦标赛。与此同时，在常规赛排名上，成都猎人也反超首尔王朝队拿到东部赛区第二的名次。8月15日，成都猎人队在倒计时杯锦标赛东部淘汰赛上对阵到纽约九霄天擎队，双方均表现出色，最终成都猎人以3-1的比分再次赢得纽约九霄天擎并获得在夏威夷举办的东西部锦标赛资格。
倒计时杯锦标赛由8月20日开始，位列东部第一出线的成都猎人队在当天的第二场比赛对阵到西部第二的洛杉矶角斗士队，并以2-3的成绩负于洛杉矶角斗士队并进入败者组。在第二天的比赛中对阵到同样在第一天进入败者组的首尔王朝队，并以3-0的成绩轻取首尔王朝队，随后紧接着对阵到当天第一场比赛被淘汰的亚特兰大君临队，再次以3-0赢得比赛。在对阵首尔王朝队的比赛结束后，成都猎人队以东部赛区常规赛排名第二的成绩直接进入守望先锋联赛2021赛季季后赛，这也是成都猎人队建队三年以来第一次进入季后赛正赛。
倒计时杯锦标赛决赛在8月22日开赛，由胜者组的洛杉矶角斗士队对阵败者组归来的成都猎人队。成都猎人队在第一张绿洲城以2-0的比分先取得一分，但随后被洛杉矶角斗士队连赢三张地图，在第五张地图伊利奥斯上成都猎人队再次取得一分，并在随后的国王大道上再追一分，比分来到3-3，追平洛杉矶角斗士队。最后一张决胜图哈瓦那成都猎人队憾负，最终以3-4的比分获得倒计时杯锦标赛亚军。

#### 联赛排名
| 2021 年守望先锋联赛排名 | 2021 年守望先锋联赛排名 | 2021 年守望先锋联赛排名 | 2021 年守望先锋联赛排名 | 2021 年守望先锋联赛排名 | 2021 年守望先锋联赛排名 | 2021 年守望先锋联赛排名 | 2021 年守望先锋联赛排名 | 2021 年守望先锋联赛排名 | 2021 年守望先锋联赛排名 | 2021 年守望先锋联赛排名 |
| #                       | 战队名称                | 赛区                    | 胜                      | 负                      | W%                      | 总                      | MR                      | MD                      | STK                     |                         |
| ----------------------- | ----------------------- | ----------------------- | ----------------------- | ----------------------- | ----------------------- | ----------------------- | ----------------------- | ----------------------- | ----------------------- | ----------------------- |
| 进入五月锦标赛季后赛    |                         |                         |                         |                         |                         |                         |                         |                         |                         |                         |
| 1                       | 成都猎人                | PAC                     | 4                       | 1                       | .800                    | 5                       | 13–5–0                  | +8                      | L1                      |                         |
| 2                       | 上海龙之队              | PAC                     | 4                       | 1                       | .800                    | 5                       | 12–7–2                  | +5                      | L1                      |                         |
| 淘汰                    |                         |                         |                         |                         |                         |                         |                         |                         |                         |                         |
| 3                       | 费城融合                | PAC                     | 4                       | 1                       | .800                    | 5                       | 14–6–1                  | +8                      | W4                      |                         |
| 4                       | 首尔王朝                | PAC                     | 3                       | 2                       | .600                    | 5                       | 11–6–0                  | +5                      | W3                      |                         |
| 5                       | 杭州闪电                | PAC                     | 1                       | 3                       | .250                    | 4                       | 7–9–0                   | -2                      | W1                      |                         |
| 6                       | 广州冲锋                | PAC                     | 1                       | 3                       | .250                    | 4                       | 3–9–1                   | -6                      | L1                      |                         |
| 7                       | 纽约九霄天擎            | PAC                     | 1                       | 3                       | .250                    | 4                       | 3–10–0                  | -7                      | L2                      |                         |
| 8                       | 洛杉矶英勇              | PAC                     | 0                       | 4                       | .000                    | 4                       | 1–12–0                  | -11                     | L4                      |                         |

## 轶事
- 成都猎人队是唯一一个坚持在联赛中全部使用来自中国大陆和台湾选手的战队。“全华班”也是成都猎人队队员组成的最大特色，队员Lateyong甚至曾在队伍获得第一次胜利后直言：“我们将会让世界再次看到中国。（We are ready to let the world see China again.）[55]”
- 有两位成都猎人队选手称号来自于日本漫画《东京喰种》的主人公金木研，一位是JinMu（易虎），其ID是“金木”的拼音。另一位是Kaneki（刘念），其ID是“金木”的日语罗马字。随着Kaneki于2021年6月17日离开成都猎人队，“大小金木”时代也随之终结。
- 成都猎人队一直以反版本优势阵容战术而出名，时常会在联赛中使用非常规英雄，这使其在赛场内外都获得了诸多关注。
  - 在“303版本”（3重装-0输出-3辅助）时期，成都猎人曾成功使用超过两个输出角色的阵容战胜对手。在2019赛季成都猎人队对阵多伦多捍卫者队的比赛中，成都猎人队在沃斯卡亚工业区的B点选出了“奥丽莎-莱因哈特-堡垒”阵容，引发了联赛社区的极大讨论，并迅速被冠以“龟壳打法”成为了社区网络迷因[56]。
  - 成都队的反版本优势阵容战术常使其招致非议。最近的一个例子来自于前守望先锋挑战者系列赛战队Team CC教练北山（NorthOW）。在2021年五月锦标赛成都猎人对阵洛杉矶英勇的赛后，北山在自己的社交讨论组里表达了对成都队“黑影-法老之鹰-破坏球”战术的质疑，引发社区热议[57]。值得一提的是，成都队随后再次用该战术连续两次以3：0分别战胜上海龙之队和纽约九霄天擎队，后者甚至没有拿到任何一个地图的任何一个小分。
  - 对于成都队的战术安排，现任主教练“RUI”（王星睿）认为，“当一个战队不是只按meta版本来，而是按照自己的队伍使自己变成meta的时候，这个战队才能算是一个强队。”[58]
- 成都猎人队的Ameng（丁蒙涵）是极具有实力的重装位选手，其操作的“破坏球”更是实力超群，被认为是联盟的“天花板”，是公认的联盟第一破坏球[59]。由于和“阿们”（Amen）发音类似，网络上也有“拜Ameng教”的迷因，甚至联赛官方都参与其中，曾在赛后让他把橘子汁挤在主持人头上以模仿洗礼。
- 成都猎人队的Leave（黄馨）有“李武”“礼物”“离开”等众多绰号，且是虎牙直播的签约主播。在直播时的一些言行使其迅速拥有名气，产生了一系列的网络迷因。
  - Leave爱吃鸡公煲，且赛场表现十分出色，所以当Leave打出精彩表现时粉丝会调侃其“静脉注射鸡公煲”。到了后来，“鸡公煲”甚至变成了成都猎人队的战队文化，下至粉丝，上至联赛解说和成都猎人队的社交帐号都有使用过这个迷因。
  - 2021年2月，Leave更换了自己的外设，因为需要适应性训练，所以以“跳跳熊”的守望先锋ID在守望先锋中国服务器天梯打竞技比赛。不料由于自身实力远超中国服务器高分段平均水平，在中国大陆守望先锋社区引发轩然大波，一时间大家都在猜测“跳跳熊”到底是谁[60]，一些主播更是直言“跳跳熊”是电子游戏作弊者。后来有人通过对比天梯排行榜认出“跳跳熊”的身份，Leave也在直播中承认自己就是“跳跳熊”[61]。
- 2019年12月24日，有账号以MY战队视角发布对Leave选手离开MY战队的不舍。成都猎人队时任运营经理@Everkey（钱怡君）在新浪微博上发言，称拥有该情绪的粉丝是“电竞战狼”，引发粉丝极大不满。当晚，成都猎人队官方微博账号发布消息称，“已对失职人员进行职务降级、罚款当月全额工资处理”[62]。次日，成都猎人队微博宣布@Everkey 已经辞去相关职务[63]。
- 2020年1月15日，成都猎人队签下总教练“Dokkaebi”（吴秀卿）。在之后的一段时间，成都猎人队在赛场状态持续低迷。2020年5月9日对阵伦敦喷火战斗机队时，成都猎人队采取了“1-4-1分走”战术导致三线溃败，评论普遍认为这个结果是Dokkaebi的战术安排失误所导致的[64]。Dokkaebi于2020年7月28日不再担任成都猎人队总教练一职，继任者“Chen”（慕容忱）接替总教练一职后，成都猎人队迅速获得了多场胜利，避免了在赛季排行垫底的命运。
- 2021年5月3日，成都猎人战队经理Luke针对此前首尔王朝队选手Saebyeolbe发表政治言论事件在新浪微博发表长文，称成都猎人队将会抵制Saebyeolbe参加的任何形式的比赛与活动[65]，随后，上海龙之队、广州冲锋队以及杭州闪电队均以类似形式发布了相关抵制声明。5月7日，成都猎人队、上海龙之队、广州冲锋队及杭州闪电队分别发布了官方申明，表示“经过协商，竞技比赛是第一要务”[66]。首尔王朝队转发Saebyeolbe道歉申明。联盟发言人在致华盛顿邮报的邮件中写道：“守望先锋联赛是一个全球社区，因选手和粉丝的多元背景和视角而强大。出于体育精神和持续为全世界粉丝献上精彩竞赛的意愿，队伍已决定在彼此间恢复正常活动。[67]”